# David Tomás
David Tomás (Granollers, 19 de agosto de 1974) es un expiloto de motociclismo español, que compitió en el Campeonato del Mundo de Motociclismo en 2000 y 2001.

## Biografía
Tomás se dedicó primero al motocross, ganando el Campeonato de Gerona en 1987 y compitiendo en esta disciplina hasta 1992, donde comenzó a correr carreras de velocidad en la modalidad de scooter y Supersport. En 1997 obtuvo el segundo puesto en el Campeonato de Cataluña en las dos categorías, acabando el  22.º en el Europeu. Un año después obtuvo el segundo puesto en el Campeonato Europeo de Supersport.
En 1999 cambia a la categoría de 250 cc, siendo el 14.º en el Campeonato Europeo de Motociclismo. En el 2000, debutó en el Mundo A en la cilindrada de 250 cc, aunque también disputó alguna carrera en 500cc con una Honda.

## Resultados en el Campeonato del Mundo
Sistema de puntuación de 1993 hasta 2022:
| Posición | 1.º | 2.º | 3.º | 4.º | 5.º | 6.º | 7.º | 8.º | 9.º | 10.º | 11.º | 12.º | 13.º | 14.º | 15.º |
| Puntos   | 25  | 20  | 16  | 13  | 11  | 10  | 9   | 8   | 7   | 6    | 5    | 4    | 3    | 2    | 1    |

### Carreras por año
| Año  | Cat.  | Moto  | 1       | 2     | 3      | 4      | 5      | 6      | 7       | 8      | 9       | 10     | 11     | 12     | 13     | 14     | 15     | 16      | Pts. | Pos. |
| ---- | ----- | ----- | ------- | ----- | ------ | ------ | ------ | ------ | ------- | ------ | ------- | ------ | ------ | ------ | ------ | ------ | ------ | ------- | ---- | ---- |
| 2000 | 250cc | Honda | RSA -   | MAL - | JAP -  | ESP -  | FRA -  | ITA -  | CAT Ret | NED 14 | GBR Ret | ALE -  | CZE -  | POR -  | VAL -  | RIO -  | PAC -  | AUS -   | 2    | 35.º |
| 2000 | 500cc | Honda | RSA -   | MAL - | JAP -  | ESP -  | FRA -  | ITA -  | CAT -   | NED -  | GBR -   | ALE -  | CZE -  | POR -  | VAL 13 | RIO 17 | PAC 17 | AUS Ret | 3    | 24.º |
| 2001 | 250cc | Honda | JAP DNQ | RSA - | ESP 25 | FRA 19 | ITA 17 | CAT 22 | NED 10  | GBR 16 | ALE 15  | CZE 21 | POR 16 | VAL 22 | PAC 14 | AUS 14 | MAL 16 | RIO Ret | 11   | 26.º |